# Isle Royale

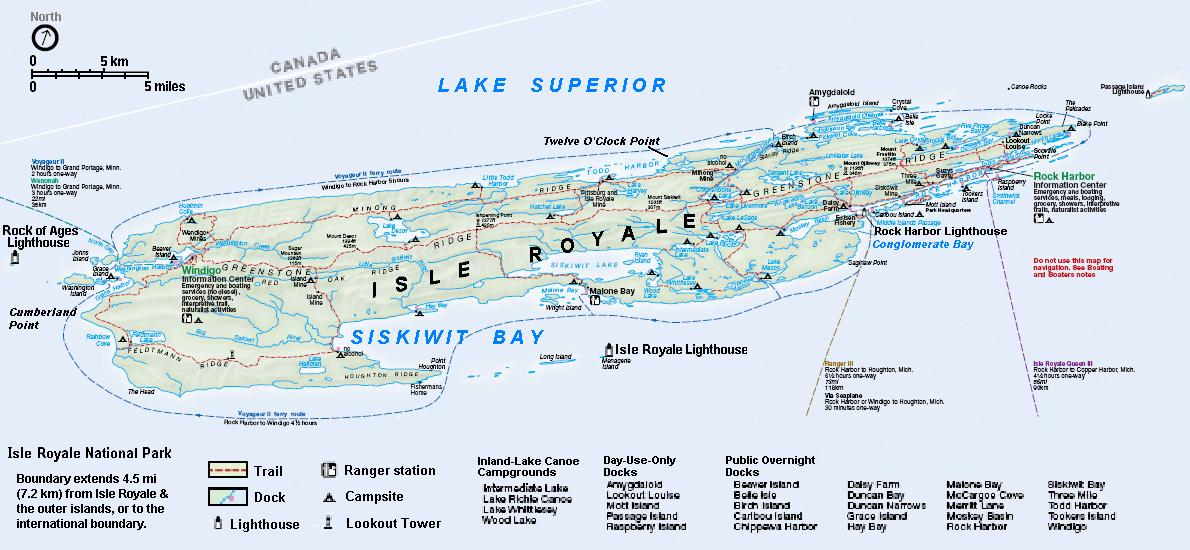
Isle Royale

Isle Royale – wyspa na jeziorze Górnym w Stanach Zjednoczonych, w granicach stanu Michigan, w hrabstwie Keweenaw. Leży jedynie 24 km od granic kanadyjskiej prowincji Ontario oraz sąsiedniego amerykańskiego stanu Minnesota (w pobliżu miasta Thunder Bay), natomiast od brzegów "lądowego" terytorium stanu Michigan (od półwyspu Keweenaw) dzieli ją odległość ok. 90 km. Wyspa ma powierzchnię 535 km² i jest drugą co do wielkości (po Manitoulin Island) wyspą na Wielkich Jeziorach, a także piątą w skali naszego globu wyspą położoną na jeziorze. Jest również 33. co do wielkości wyspą Stanów Zjednoczonych.

## Charakterystyka
Isle Royale ma znacznie wydłużony kształt, jej długość w osi północny wschód – południowy zachód wynosi ponad 71 km, a szerokość maksymalna jedynie ok. 14 km. Wyspa posiada mocno rozbudowaną linię brzegową, wzdłuż której sytuuje się ok. 450 mniejszych wysepek, zwykle również o wydłużonych kształtach, a także wiele podwodnych grzbietów skalnych. Po stronie południowo-wschodniej znajduje się duża zatoka zwana Siskiwit Bay, natomiast dalej na północny wschód inna, zwana Conglomerate Bay. Wzdłuż całej długości wyspy ciągnie się niewysoki grzbiet, w którym znajdują się główne wzniesienia wyspy. Najwyższe z nich, przekraczają nieco poziomicę 400 m n.p.m., wznosząc się 150–240 m ponad powierzchnię wód jeziora. Są to w części północno-wschodniej Mount Franklin (331 m n.p.m.) i Mount Ojibway (349 m n.p.m.), w części środkowej Mount Siskivit (366 m n.p.m.) i Ishpeming Point (418 m n.p.m.), a w części południowo-zachodniej Mount Desor (424 m n.p.m., najwyższy punkt wyspy) i Sugar Mountain (415 m n.p.m.). Na wyspie znajduje się wiele drobnych, liczących do kilkunastu km długości cieków wodnych (m.in. Little Siskiwit River, dł. 14,5 km) oraz kilkadziesiąt jezior i mniejszych zbiorników wodnych, z których największe jest jezioro Siskiwit (16,8 km²). Leżąca na nim wyspa Ryan Island (0,141 km²) jest piątą co do wielkości w skali naszego globu „wyspą na jeziorze na wyspie na jeziorze”.

## Historia
Wyspa znana jest z bogatych złóż rud miedzi, która występowała tu również w postaci rodzimej. Tę ostatnią na dużą skalę eksploatowali już w przeszłości, poczynając od ok. 5700 lat temu, tutejsi Paleoindianie. Pozostałe po nich wyrobiska wskazują, że wydobywali oni ten metal metodą górniczą, z komór i chodników drążonych pod ziemią i podpieranych drewnianymi stemplami. W czasach historycznych wyspę odwiedzali rdzenni Amerykanie Anishinaabeg, łowiący tu ryby i zbierający sok klonowy.
W XVII w. ten region Nowej Francji zaczęli przemierzać francuskojęzyczni coureurs des bois i traperzy, którzy nadali tej dużej wyspie nazwę „Isle Royale”. W roku 1783 wyspa weszła w skład Stanów Zjednoczonych. Niemniej jednak znajdowała się ona w granicach terytorium indiańskiego narodu Odżibwejów aż do traktatu z La Pointe z 1842 r., który zobowiązywał Indian do opuszczenia ich terytoriów i zamieszkania w rezerwatach.
W XIX w. pierwsza gorączka miedzi rozpoczęła się w 1846 r., a więc o rok wcześniej, niż na wyspę zawitał pierwszy geodeta, William Ives, prowadzący pomiary z ramienia rządu amerykańskiego. Zakończyła się ona na początku lat 50., a ostatnia kopalnia „Siskowit” została zamknięta w 1855 r. W tych latach funkcjonowało na wyspie blisko 20 kopalń. Wzrost cen miedzi po wojnie secesyjnej wywołał, począwszy od 1871 roku, drugą falę zainteresowania tutejszymi złożami. W latach 1873–1881 funkcjonowały tu trzy nowe kopalnie, m.in. „Minong” i „Island”. Ostatnia próba eksploatacji tutejszych złóż miedzi została podjęta w latach 1889-1890 przez firmę „Wendigo”, ale ona również została zmuszona do zaprzestania działalności do 1892 r.
W okresie rozwoju kopalń, z uwagi na duży ruch jednostek pływających i trudną nawigację wśród skał i wysepek, wzniesiono na nich 4 latarnie: Menagerie Island (Isle Royale), Passage Island, Rock Harbor i Rock of Ages. Pomimo tego wody wokół wyspy pozostały niebezpieczne: wokół niej miało miejsce szereg katastrof jednostek pływających – spoczywa tu co najmniej 10 wraków statków, a wśród nich wrak pasażerskiego SS Algoma, którego katastrofa 7 listopada 1885 r. była jedną z najtragiczniejszych w dziejach Wielkich Jezior.

## Przyroda i jej ochrona
Pomimo aktywnej działalności człowieka, zwłaszcza w XIX w., Isle Royale zachowała swoje walory przyrodnicze. Większość jej powierzchni jest porośnięta pierwotnymi lasami iglastymi i mieszanymi z chronionymi gatunkami roślin kwiatowych, mchów, porostów i grzybów.
Obecnie cała wyspa objęta jest ochroną jako Park Narodowy Isle Royale.